# Ksantin
Ksantin (ksantinska kiselina, 3,7-dihidro-purin-2,6-dion) je purinska baza koja se nalazi u većini ljudskih tkiva i fluida kao i u drugim organizmima. Brojni stimulansi su izvedeni iz ksantina, npr. kofein i teobromin.
Ksantin je proizvod na putu purinske degradacije.
- On se formira iz guanina posredstvom guaninske deaminaze.
- On se formira iz hipoksantina posredstvom ksantinske oksidoreduktaze.
- On se takođe formira iz ksantozina posredstvom purinske nukleozidne fosforilaze (PNP)[5].

Ksantin se naknadno konvertuje u uričnu kiselinu dejstvom ksantiske oksidaze.
Avgusta 2011, objavljen je izveštaj baziran na NASA ispitivanjima meteorita nađenih na Zemlji koji sugeriše da je ksantin i srodni organski molekuli, među kojima su komponente DNK i RNK: adenin i guanin, možda mogu da budi formirani ektraterestrijalno u svemiru.

## Patologija
Ljudima sa retkim genetičkim poremećajem ksantinurijom nedostaje dovoljna količina ksantin oksidaze, te ne mogu da konvertuju ksantin do urične kiseline.

## Klinički značaj derivata ksantina
Derivati ksantina, poznati kolektivno kao ksantini, su grupa alkaloida koja je u širokoj upotrebi zbog njihovog dejstva kao blagi stimulanti i bronhodilatori, npr. za lečenje simptoma astme. U kontrastu sa drugim, potentnijim stimulansima, njihov glavni efekat se sastoji od suprotstavljanja dejstvu adenozina, što i čini u nekoj meri manje efektivnim stimulansima od simpatomimetički amina. Posledica širokodosežnosti njihovog dejstva je da oni imaju veoma ograničen terapeutski index, uglavnom se koriste za lečenje astme. Terapeutski nivoi su 10-20 ug/mL u krvi. Znaci toksičnosti su tremor, mučnina, nervoza, i tahikardija/arithmija.

## Literatura
- Spiller, Gene A. (1998). Caffeine. Boca Raton: CRC Press.  0-8493-2647-8.